# Barkley-Grow T8P-1
Dimensions
Le Barkley-Grow T8P-1 est un avion de transport d'apport américain de l'entre-deux-guerres.

## Origine
Le 15 août 1935 le Bureau of Air Commerce des États-Unis publia une fiche-programme pour un bimoteur de transport léger destiné aux lignes d’apport et à ses inspecteurs afin de faciliter leurs déplacements à l’intérieur du pays. L’appareil devait avoir une vitesse maximale égale ou supérieure à 280 km/h au moins, une vitesse d’atterrissage égale ou inférieure à 105 km/h, pouvoir voler en palier à 460 m sur un seul moteur et franchir un obstacle de 15 m au décollage en moins de 460 m. Capable de transporter 2 pilotes et 6 passagers, le futur appareil devait également être équipé d’un dégivrage de bord d’attaque, d’hélices à pas variable et d’un double équipement radio. Les concurrents devaient effectuer leur premier vol avant le 30 juin 1936, soit avant la fin de l’année fiscale 1936. 
Voyant dans le programme du Bureau of Air Commerce une formidable occasion de faire connaître son brevet, Archibald S. Barkley s’associa à Harold B. Grow pour produire un avion capable de participer à la compétition. 

## Description
Monoplan à aile basse cantilever de construction entièrement métallique, l’appareil reposait sur une voilure multilongeron à revêtement travaillant construite en trois sections à profil NACA 23012 et un fuselage de construction semi-monocoque. L’empennage était bidérive, point commun au trois concurrents du programme, mais le Barkley-Grow se distinguait par un train d’atterrissage classique fixe soigneusement caréné, retenu selon le constructeur pour faciliter le travail du pilote et gagner du poids. Un atterrisseur escamotable était proposé en option, l’appareil prenant alors la désignation T8P-2, modèle qui fut proposé à la RAF, mais Barkley-Grow ne disposa jamais de l’argent nécessaire à son développement. Le fuselage était aménagé pour un pilote et sept passagers, avec porte d’accès côté droit et deux compartiments à bagages d’une capacité de 113 kg (pointe avant) et 81 kg (arrière de la cabine). Des toilettes et un aménagement commercial classique étaient prévus. Les deux moteurs Pratt & Whitney Wasp Junior SB de 400 ch entraînaient des hélices bipales Hamilton Standard à pas fixe et étaient alimentés par deux réservoirs d’aile d’une capacité totale de 605 litres. Un réservoir supplémentaire de 113,5 litres pouvait être monté à l’arrière de chaque nacelle-moteur.

## Carrière canadienne
Le prototype (NX18388, c/n 1) du T8P-1 (Transport, 8 places, 1er modèle) effectua son premier vol en avril 1937, piloté par Frank Cordova. Les essais de certification furent réalisés par Lee Gehlbach et l’ATC 662 fut délivré le 30 octobre 1937. Offert au prix de 37 500 US dollars, le prototype suscita un engouement considérable durant la tournée de démonstration qui suivit, mais le nombre effectif de commandes fut très faible. Le T8P-1 se présentait en fait comme un concurrent direct des Beech Model 18 et Lockheed L-12 Electra Junior, les deux autres appareils proposés au Bureau of Air Commerce. Le L-12 remporta la compétition car il fut le seul à pouvoir décoller avant le 30 juin 1936. Comparé au Beech 18, le Barkley-Grow était plus cher, plus lourd, et n’affichait des performances supérieures qu’au décollage ou à l’atterrissage.     
La production du T8P-1 fut lancée à Détroit en 1939, alors que Barkley-Grow Aircraft Corporation connaissait déjà des difficultés financières. Or, si le train d’atterrissage fixe était un obstacle à la commercialisation du bimoteur aux États-Unis, il était plutôt vu comme un avantage au Canada, facilitant l’utilisation de l’appareil sur skis ou flotteurs. Implantée à Montréal, Canadian Car & Foundry Co Ltd obtint en septembre 1938 les droits commerciaux sur le Brakley-Grow T8P-1 pour le monde entier, États-Unis exceptés. Victor John « Shorty » Hatton, pilote officiel de Can-Car, réalisa en octobre 1938 une tournée de démonstration dans l'ouest du Canada avec le prototype. Pour échapper à la saisie par les huissiers Barkley-Grow décida finalement de transférer en 1939 à Montréal le prototype et six bimoteurs tout juste terminés, pour les vendre à Can-Car. Certifié pour utiliser des flotteurs Edo 65-9225A (avec ajout d’une dérive centrale), le T8P-1 ne l’était par contre pas pour utilisation sur skis (Contrairement à ce qui avait été affirmé par Barkley-Grow). C’est donc Can-Car qui se chargea de cette certification. Certifié pour 10 passagers moyennant une réduction de la capacité des réservoirs de carburant, le T8P-1 se révéla au Canada un avion efficace et populaire, ne présentant aucun défaut majeur.

## Neuf exemplaires construits
Le premier exemplaire de série (c/n 2) devait être vendu à General Aviation Corp, au Danemark, qui souhaitait acheter une licence de production. Il fut finalement livré au pilote roumain Alex Papana pour une tentative de liaison New York-Bucarest. Il fut donc équipé de réservoirs supplémentaires de fuselage portant la capacité de carburant à 4 350 litres. Après deux tentatives avortées, l’appareil (YR-AHA) fut vendu au Pérou. Piloté par deux frères, le capitaine Victor Gallino et le commandant Humberto Gallino, il décolla de Floyd Bennett Field le 29 octobre 1940 à destination de Lima, distant de 6 440 km, avec immatriculation civile (OB-GGK). À court de carburant, ils durent se poser à Salinas de Punta Arenas, en Équateur, après 25 heures de vol. Les 1 130 km restant à effectuer furent couverts le lendemain. Le bimoteur fut utilisé comme avion de liaison par l’armée de l’air péruvienne jusqu’à sa destruction dans un incendie en 1942. Barkley-Grow envisagea une version d’entraînement au bombardement, désignée BT-1, pour les pays d’Amérique latine, le Pérou en particulier, mais la mise en liquidation de l’entreprise intervint avant toute réalisation.

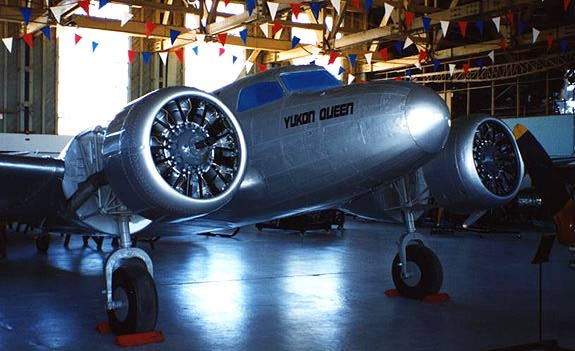
Le T8P-1 CF-BLV Yukon Queen conservé par l'Alberta Aviation Museum d'Edmonton.

Un autre appareil ne fut pas vendu au Canada (NC18470, c/n 7). Il participa à la troisième expédition antarctique de l’Amiral Byrd en 1939. Au retour aux États-Unis deux ans plus tard l’avion fut jugé trop corrodé par l’eau de mer et démoli.
Les appareils importés par Can-Car furent livrés à Prairie Airways (CF-BVE, c/n 1), Yukon Southern Air Transport (CF-BLV, c/n 3; CF-BMG, c/n 4 et CF-BMW, c/n 6) et McKenzie Air Service (CF-BQM, c/n 8 et CF-BTX, c/n 11). Le dernier exemplaire fut livré à la RCAF en septembre 1939 (Serial 758, c/n 5) et revendu un an plus tard à Maritime Central Airways. Canadian Pacific Air Lines, qui absorba Yukon Southern Air Transport fin 1941, fut le plus gros utilisateur du T8P-1, exploitant six appareils entre 1942 et 1949 avant de les remplacer par des Douglas DC-3 et de revendre quatre appareils. Le dernier T8P-1 fut réformé seulement en 1970.

## Dans les musées
- Reynolds-Alberta Museum, Wetaskiwin (Alberta) : C/n 1 CF-BVE (Le prototype, sans la voilure).
- Alberta Aviation Museum, Edmonton, (Alberta : C/n 3 CF-BLV Yukon Queen.
- Aero Space Museum, Calgary, (Alberta) : C/n 8 CF-BQM (Le dernier à avoir volé).